# Lluís Calderer i Cortasa
Lluís Calderer i Cortasa (Manresa, 1944 - 19 de setembre de 2020) fou un escriptor, professor i activista cultural manresà.
Autor de l'estudi introductori d”El cor quiet’, de Josep Carner i dels assaigs ‘De la veu a la lletra. Qüestions de literatura catalana i estrangera’ (1994) i ‘Diàleg amb la poesia’ (1996), també va publicar les novel·les ‘La Seu se’n va a córrer món' (1984), ‘Màscares per a la companyia del teatre dels somnis' (1990) i ‘Figuracions' (1998), i diversos poemaris, com ‘Essència del temps' (1982), ‘Mentre la pols es mou’ (1995) i ‘El pacte clos' (1997).
De la seva trajectòria, també destaca la traducció de l'obra d'Ungaretti, Camus i Maupassant. En paral·lel va fundar la revista ‘Faig’ i el grup escènic ‘Art Viu’. També va col·laborar en diversos mitjans de comunicació, com ara Regió7, Faig, El 9 Nou i El Pou de Lletres. Va ser membre fundador de l'entitat Cine Club Manresa. L'any 2010 va ser guardonat amb el premi Bages de Cultura per tota la seva obra.